# Gewerkschaftshaus (Hamburg)
Das Gewerkschaftshaus ist ein Gebäudekomplex am Besenbinderhof in Hamburg-St. Georg (Anschrift: Besenbinderhof 56–60). Die Gebäude stehen unter Denkmalschutz (ID 13363 bis 13367).

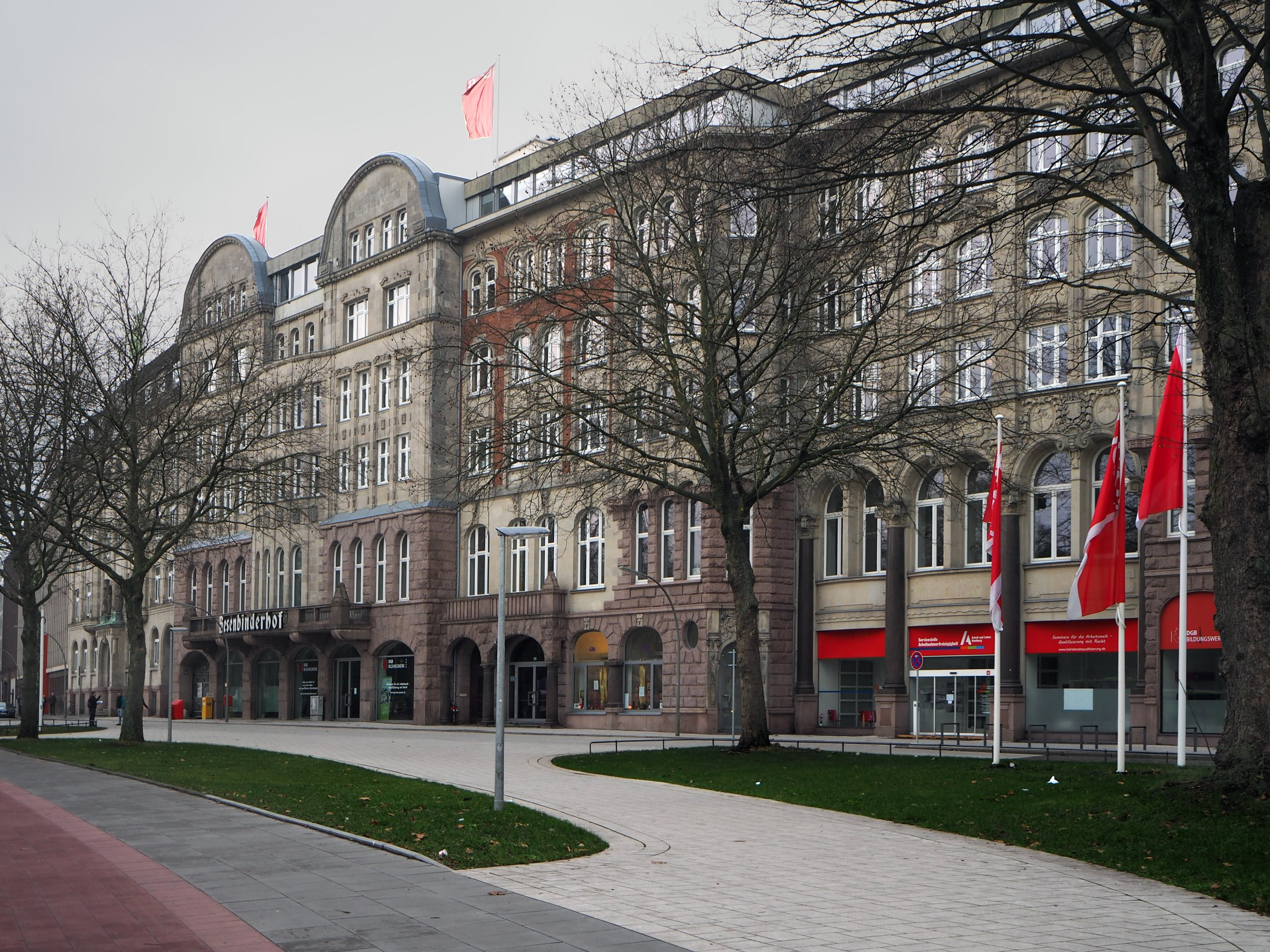
Baukomplex des Gewerkschaftshauses,
rechts der Ursprungsbau von 1906,
links der 2. Bauabschnitt von 1913.

## Vorgeschichte
Schon im Gründungsjahr des Allgemeinen Deutschen Arbeitervereins, 1863, tauchte in Mitgliederkreisen der Gedanke an ein eigenes Gewerkschaftshaus in Hamburg auf. Zwar war die Anzahl der Gewerkschaften in den nächsten Jahren gestiegen, aber die Finanzkraft war nicht ausreichend, um eine eigene Zentrale zu erhalten. Beeinträchtigt wurde das Wachstum der Gewerkschaften durch das Sozialistengesetz von Bismarck „Gesetz gegen gemeingefährliche Bestrebungen der Sozialdemokratie“ von 1878. Die sozialdemokratischen Parteiorganisationen wurden verboten und die Gewerkschaften zur Auflösung gezwungen. Das Sozialistengesetz wurde 1890 aufgehoben, aber die schlechte wirtschaftliche Lage führte zu rückläufigen Mitgliederentwicklungen. Die Gewerkschaften konzentrierten sich auf die Mitgliederberatung durch die Einrichtung des Arbeitssekretariats in allen Fragen des Sozial-, Arbeits- und Bürgerlichen Rechts und bezogen ab 1900 Büroräume in der privat betriebenen Gaststätte „Lessinghalle“ am Gänsemarkt. Da auch einige Gewerkschaften und das Hamburger Gewerkschaftskartell hier ihren Sitz hatten, wurde die „Lessinghalle“ ein zentraler Treffpunkt der Hamburger Arbeiterbewegung und im begrenzten Sinn ein Vorläufer des Gewerkschaftshauses. Nach längeren internen Diskussionen über die Finanzierung und einer Urabstimmung schrieb das Hamburger Gewerkschaftskartell Ende 1904 einen Wettbewerb für die architektonische Gestaltung des Gewerkschaftshauses aus. Das Gebäude sollte Büros, Versammlungs- und Festsäle, Restauranträume und einen Herbergsbetrieb enthalten. Die Grundstücks- und Baukosten betrugen etwa 1,5 Millionen Mark.

## Bau und Baugeschichte
Der Ursprungsbau wurde von 1904 bis 1906 nach Plänen von Heinrich Krug errichtet und in Barockformen mit Jugendstildekor gestaltet; das ursprüngliche Dach dieses Gebäudes ist aufgrund einer späteren Aufstockung nicht erhalten geblieben.
Im Osten folgte 1912/13 der zweite, im Baustil strenger gehaltene Bauabschnitt nach Plänen von Wilhelm Schröder. 1929 folgte ein Umbau und die Modernisierung des Gebäudes.
Während des Zweiten Weltkriegs wurde das Gewerkschaftshaus beschädigt und in der Folgezeit mehrfach umgebaut und erweitert. Seit 2004 hat man unter anderem die Außenfassade, Treppenhäuser, historische Stuckelemente, Steinreliefs und Säulenkapitelle wieder hergestellt. Seit 2008 wurde zudem der Musiksaal im Ursprungsgebäude renoviert.
Neben dem Gewerkschaftshaus schließt sich östlich das ehemalige Verwaltungsgebäude der GEG (Großeinkaufs-Gesellschaft Deutscher Consumvereine) an. Es wurde 1906/07 erbaut, ebenfalls nach Plänen des Architekten Heinrich Krug. Das Gebäude steht auch unter Denkmalschutz (ID 13622).

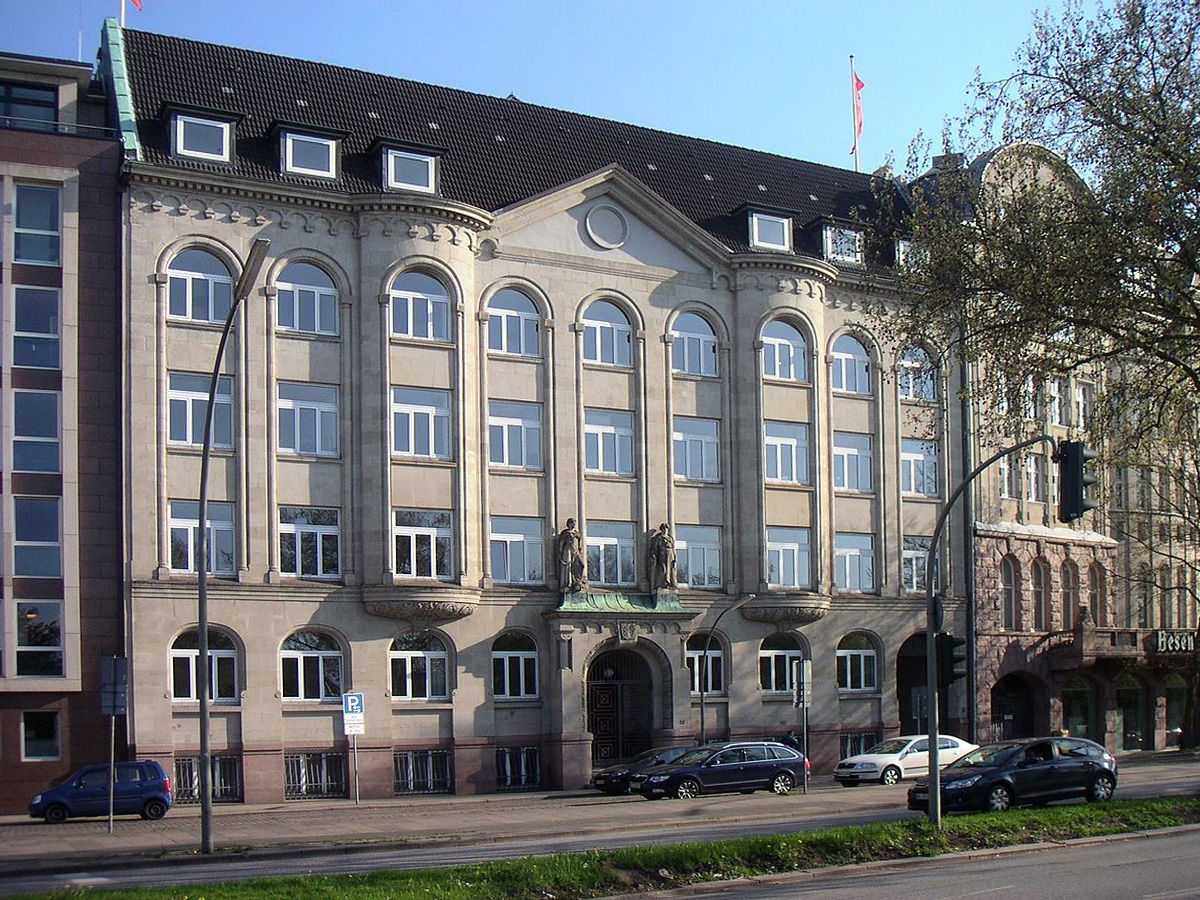
Benachbartes ehem. Verwaltungsgebäude der GEG Besenbinderhof 52
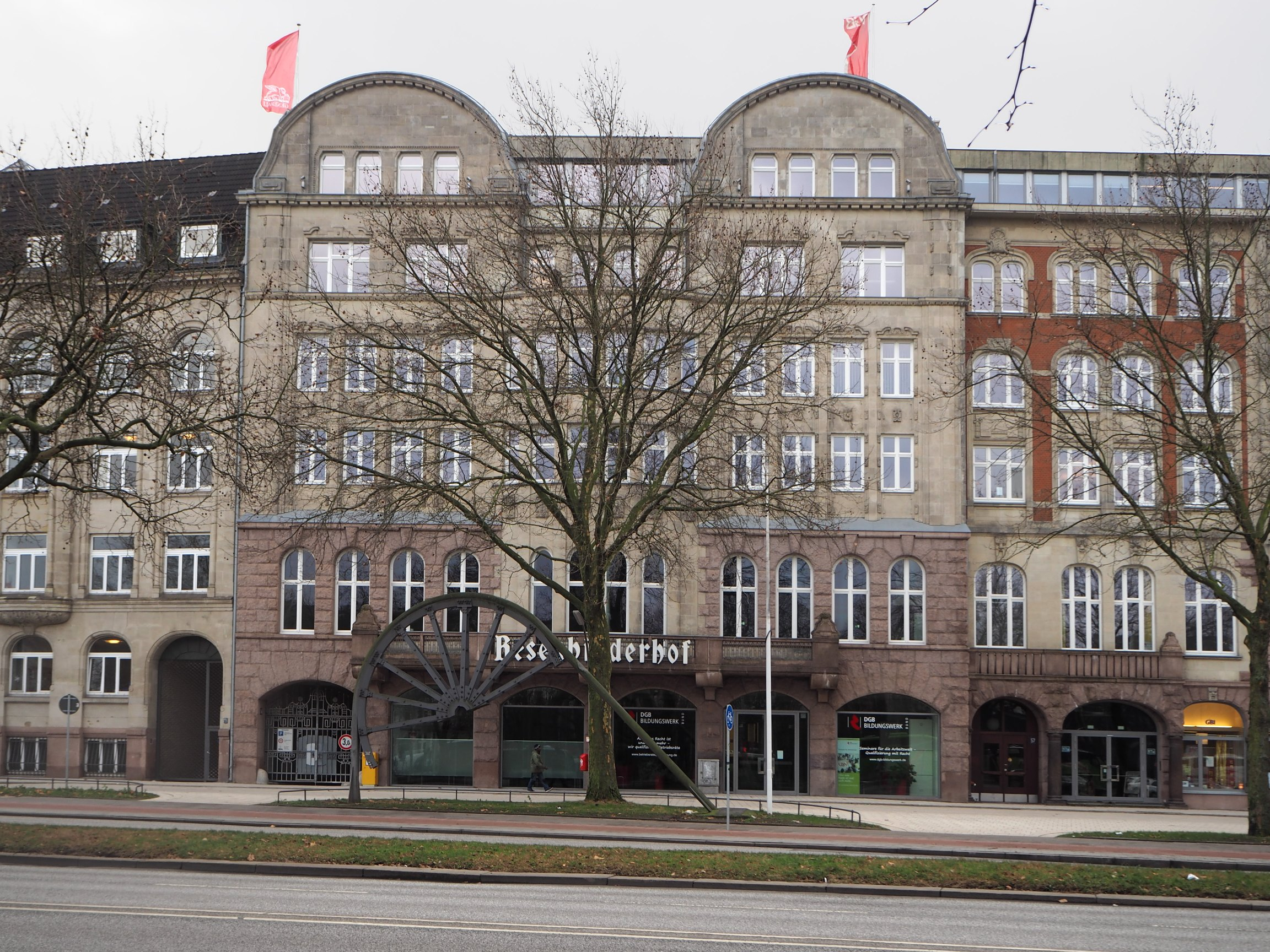
Gewerkschaftshaus, Fassade des zweiten Bauabschnitts von 1913
Gewerkschaftshaus Hamburg von 1919

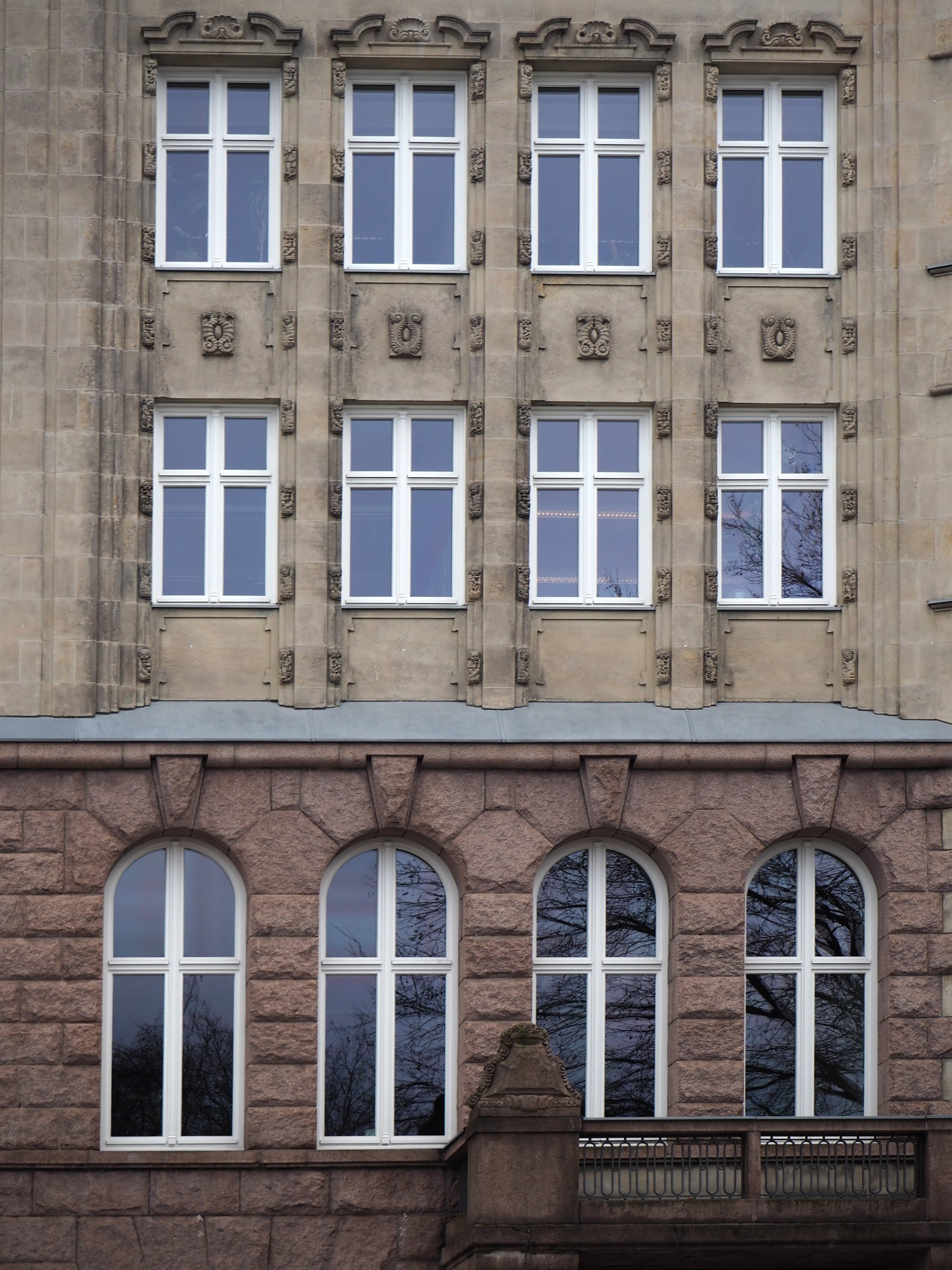
Fassadendetail Ost 2. Bauabschnitt
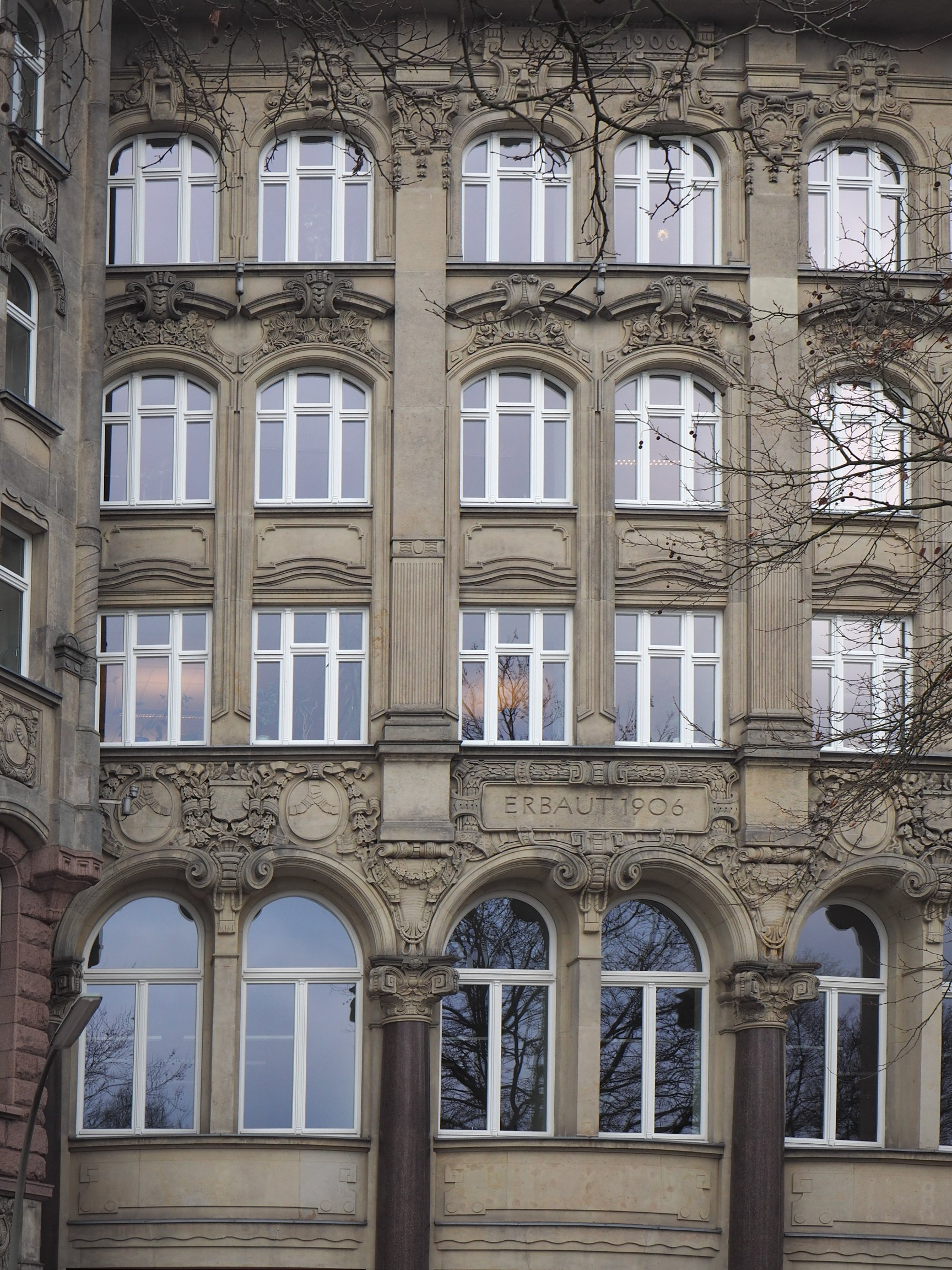
Fassadendetail West 1. Bauabschnitt
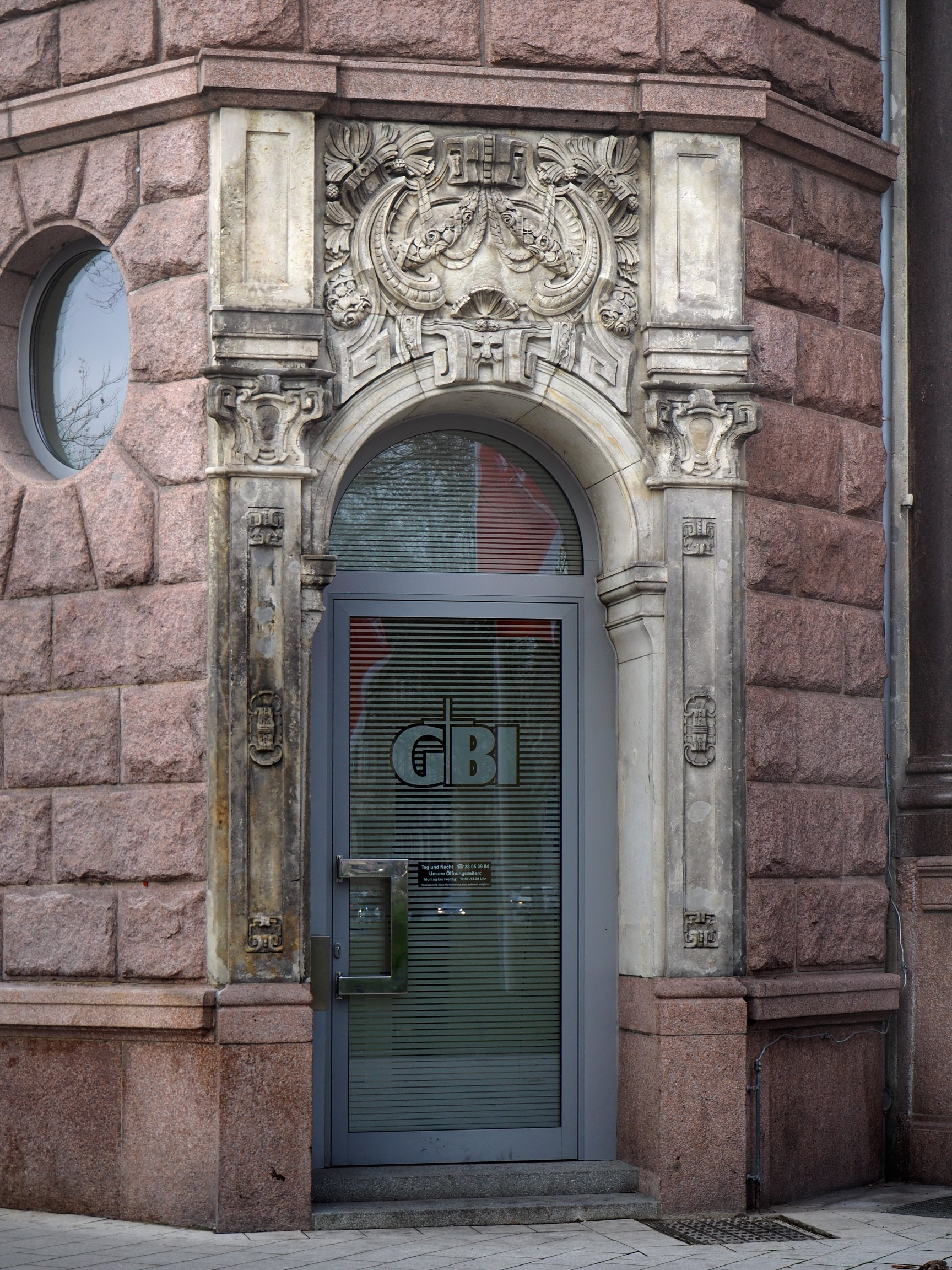
Eingang Nr. 57 b
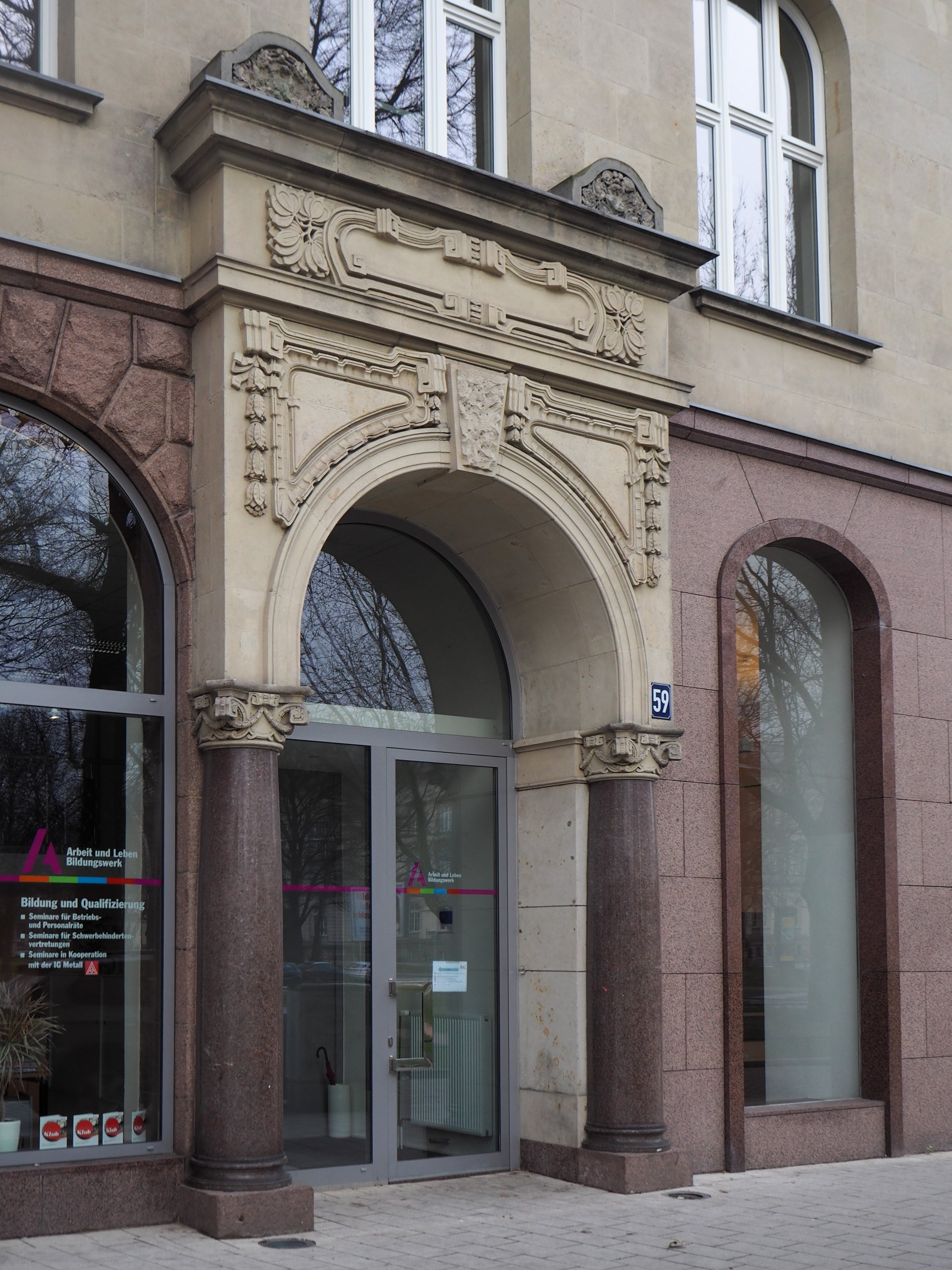
Eingang Nr. 59

## Nutzung und Bedeutung als Gewerkschaftshaus

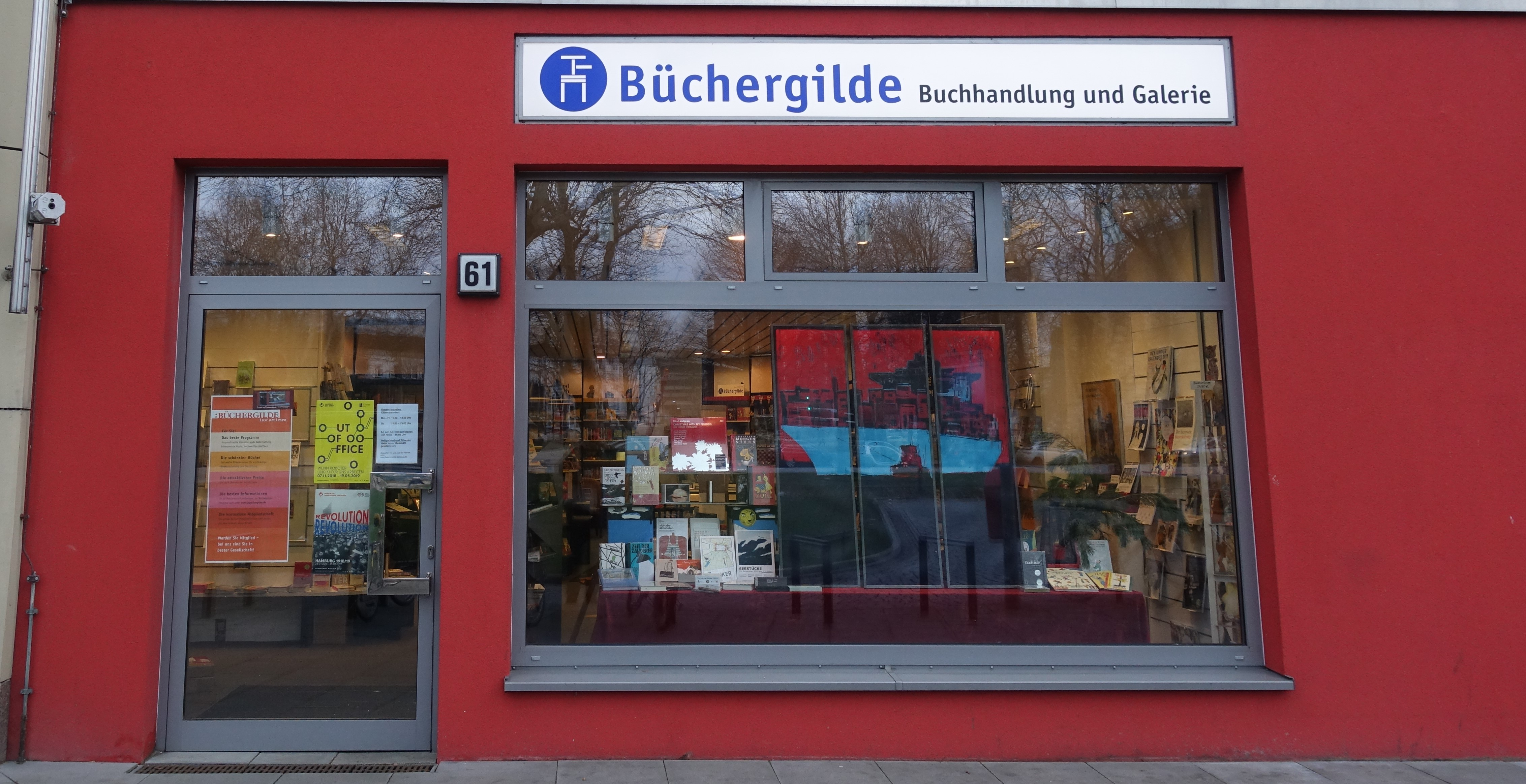
Büchergilde im Hamburger Gewerkschaftshaus am Besenbinderhof 61

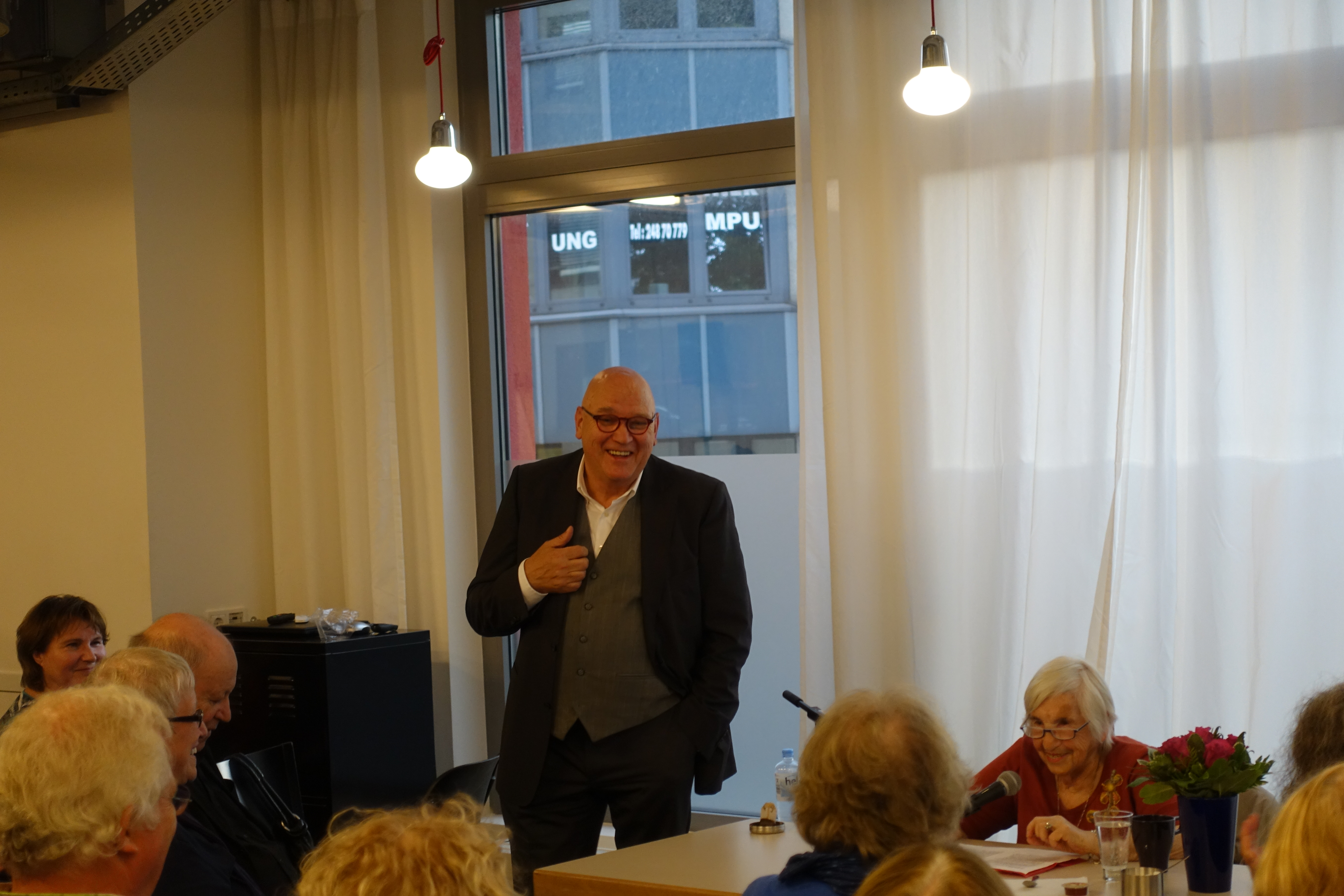
Wolfgang Rose, Leiter des Kulturvereins im Gespräch mit Esther Bejarano bei einer Lesung im Gewerkschaftshaus (September 2016)

Bei der Eröffnung sah der SPD-Politiker August Bebel in dem Gebäude eine „geistige Waffenschmiede des Proletariats“. In den Folgejahren wurde das Gewerkschaftshaus zu einem politischen, sozialen und kulturellen Zentrum der deutschen Arbeiterbewegung. Es umfasste mehrere Versammlungsräume, Büros, eine Bibliothek sowie eine Speisehalle und Wohnräume für Wanderarbeiter. Ab 1918 nutzte der Hamburger Arbeiter- und Soldatenrat die Räumlichkeiten als Zentrale; 1919 bezog der Allgemeine Deutsche Gewerkschaftsbund sein Hauptquartier am Besenbinderhof. Das Gebäude war zudem Ziel der Aufmärsche am Maifeiertag. 1919 tagte hier die Gründungsversammlung der Hamburger Volksbühne, 1923 die der Sozialistischen Arbeiterinternationale, auf dem ADGB-Bundeskongress. Am 2. November 1920 wird das GBI Großhamburger Bestattungsinstitut durch die Gewerkschaften, die AOK und die Konsumgenossenschaft „Produktion“ gegründet. Es hat seinen Sitz im Gewerkschaftshaus. Der Arbeiter-Radio-Bund Deutschlands hat hier Radioübertragungen für die Arbeiterschaft durchgeführt. Die Gewerkschaftshausgesellschaft und die Gewerkschaften waren ab 1924 zeitweise an der Heimstätte GmbH (135 Zimmer) am Nagelsweg in der Nähe des Gewerkschaftshauses zur Unterbringung auswärtiger Arbeitskräfte beteiligt. Die Heimstätte war für zugereiste Gewerkschafter das größte „Hotel des kleinen Mannes“ in Deutschland.
Am 2. Mai 1933 stürmten SA, SS und NSDAP-Mitglieder das Hamburger Gewerkschaftshaus und verhafteten die Vorstandsmitglieder des Allgemeinen Deutschen Gewerkschaftsbundes (ADGB), zerstörten das Gewerkschaftsarchiv und nutzten es als „Haus der Arbeit“ bis zum Ende des Zweiten Weltkriegs als Hauptquartier. Am 11. Mai 1945, unmittelbar nach Kriegsende, wurde es zum Gründungsort der Sozialistischen Freien Gewerkschaft; Paul Bebert entfernte am 14. September 1945 die Symbole der Deutschen Arbeitsfront von der Fassade des Gewerkschaftshauses. Das Deutsche Schauspielhaus nutze von 1945 bis 1949 den Festsaal des Gewerkschaftshauses als Spielstätte, da das eigene Gebäude vom britischen Militär für die Truppenbetreuung beschlagnahmt war.
Heute befinden sich in den Räumlichkeiten Geschäftsstellen des Hamburger DGB, des DGB-Bezirk Nord, der IG Metall, ver.di, IG Bergbau, Chemie, Energie, Arbeit und Leben, des DGB-Bildungswerk, des GBI Großhamburger Bestattungsinstitut, ein Hamburger Genossenschaftsmuseum und ein Kulturverein. Der bis Ende der 1970er Jahre vom „Theater am Besenbinderhof“ genutzte Saal wird nach Umbau und Sanierungen für verschiedene Veranstaltungen genutzt.
Im Sommer 2016 wurde der Umbau des Vorplatzes abgeschlossen. Die Straße (jetzt Einbahnstraße) vor dem Gewerkschaftshaus wurde an die Repsoldstraße angebunden und die Parkplätze zu Grünflächen umgestaltet.

## Musiksaal

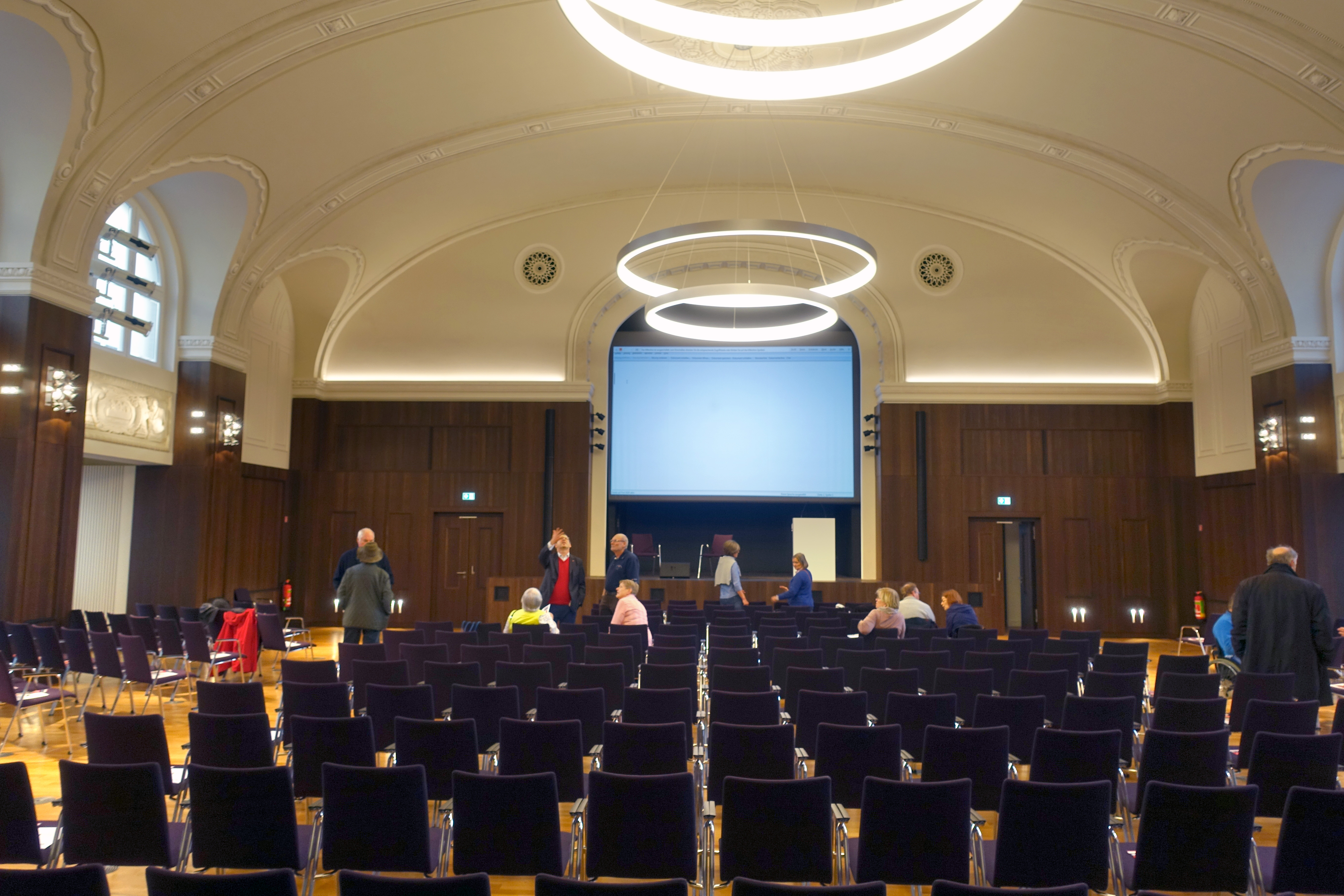
Historischer Musiksaal, Oktober 2016

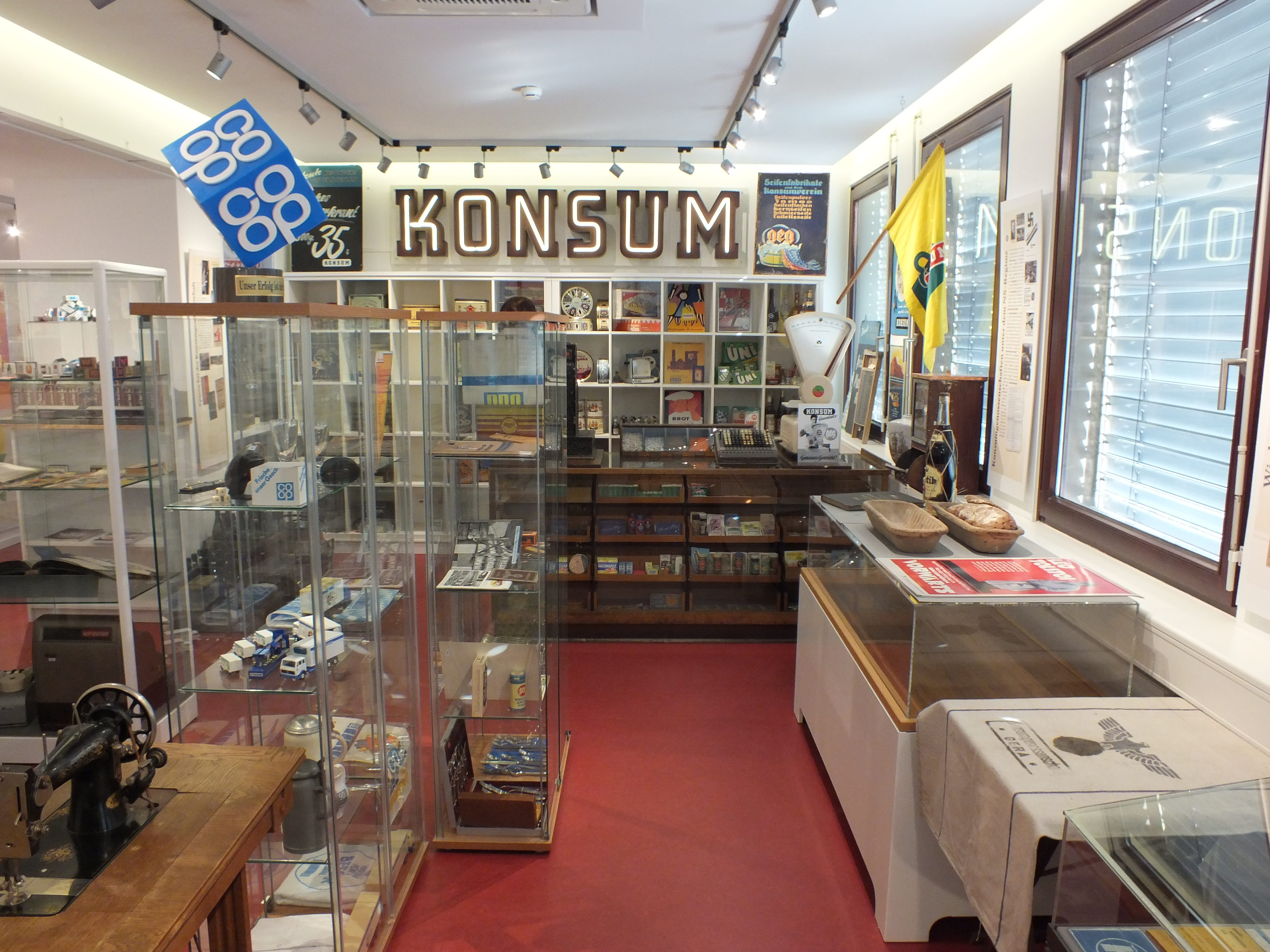
Hamburger Genossenschaftsmuseum

Nach 5-jähriger Restaurierung ist der historische Musiksaal des Gewerkschaftshauses im Herbst 2016 fertiggestellt worden. Stuckdecken, Reliefs und historische Fliesenarbeiten aus den 1920er Jahren sind wieder sichtbar. 1903 wurde der Musiksaal erstmals eingeweiht. Am 8. Juli 1963, zu der Zeit wirkte in diesem Ort das Theater am Besenbinderhof, wurde Dinner for One vor Publikum live aufgezeichnet. Von Tanzabenden über Solidaritätsveranstaltungen, Parteitage, Fernsehshows mit Peter Frankenfeld, Betriebsversammlungen bis zu Konzerten, Festen und Faschingsveranstaltungen fanden statt. Essen gab es im großen Restaurant. Heute bietet der Musiksaal Platz für bis zu 390 Personen.
Der Musiksaal des Gewerkschaftshauses zeigte 1914 mit revolutionären Sätzen versehene farbige Glasfenster, die leider heute nicht mehr vorhanden sind. Sie entstanden in der Werkstatt des aus München stammenden Glasmalers Xaver Pielmaier. Auf einem Bild erkennt man neben einer Weltkugel tragenden Figur „Proletarier aller Länder, vereinigt euch!“, den letzten Satz aus dem Kommunistischen Manifest, neben Darstellungen des Handwerks. Leider sind die Glasfenster verschwunden.

## Gedenktafeln
An die Besetzung von 1933 erinnert heute eine Gedenktafel am Besenbinderhof 60.
Eine weitere Gedenktafel ehrt Barthold Heinrich Brockes. Sie wurde am Gewerkschaftshaus im November 2016 angebracht. Am Besenbinderhof, wo heute das Gewerkschaftshaus steht, lag der Garten, den Barthold Heinrich Brockes mehrfach in seinen Gedichten beschrieben hat.

## Seilscheibe
Vor dem Gewerkschaftshaus steht eine Hälfte der Seilscheibe (die andere Hälfte steht in Recklinghausen), die an die Aktion „Kunst gegen Kohle“ erinnern soll. In der Nachkriegszeit hatten Bergleute den Hamburger Theatern Kohle zum Heizen geliefert. Zum Dank gastierten im Sommer 1947 150 Schauspieler der drei Hamburger Staatsbühnen in Recklinghausen und begründeten damit die Ruhrfestspiele. Die Überschrift auf der Gedenktafel neben der Seilscheibe in Hamburg hat folgenden Text: Seilscheibe der 1965 stillgelegten Gründerzeche „König-Ludwig“ der Ruhrfestspiele Recklinghausen.

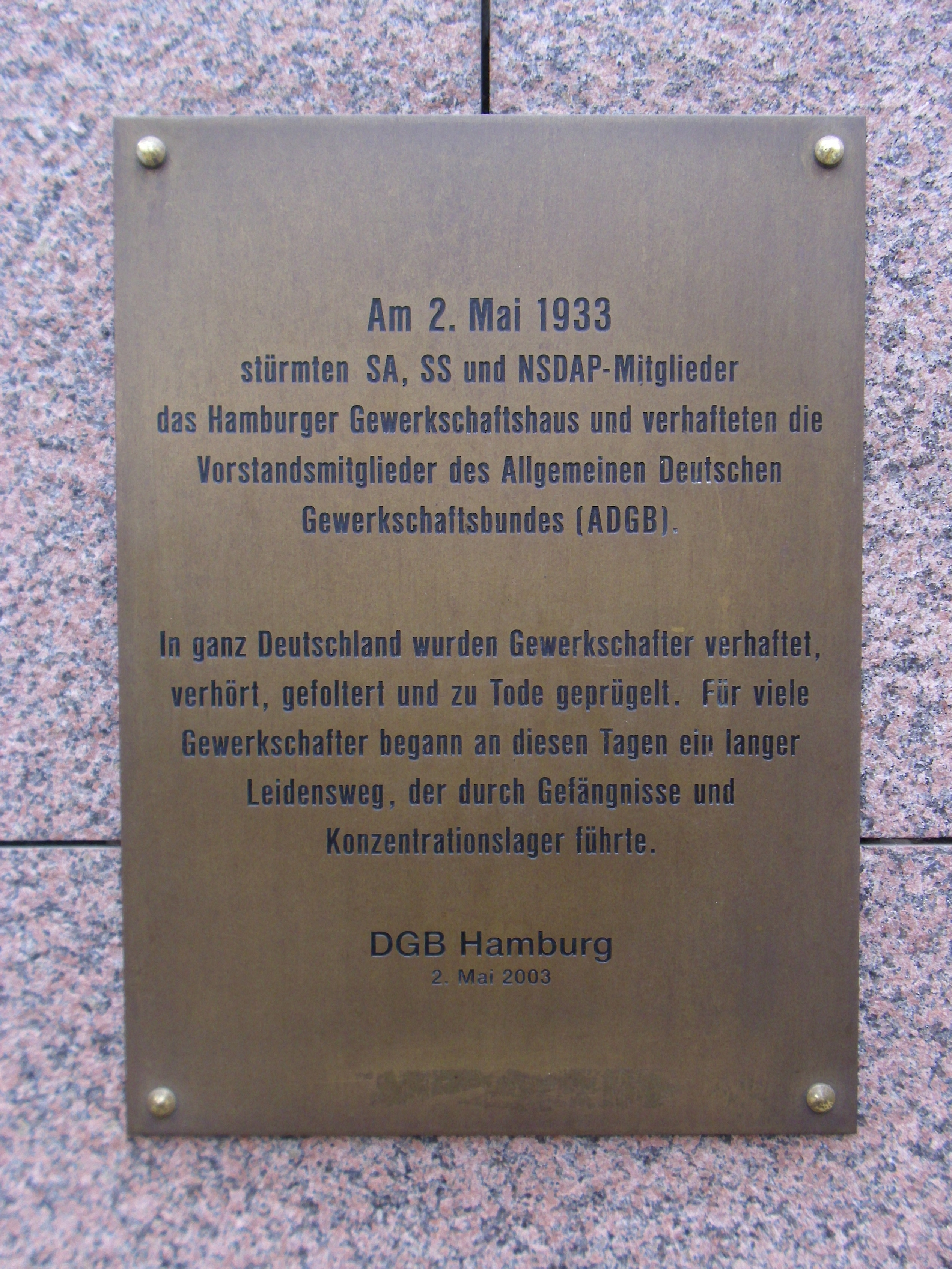
Gedenktafel zum 2. Mai 1933
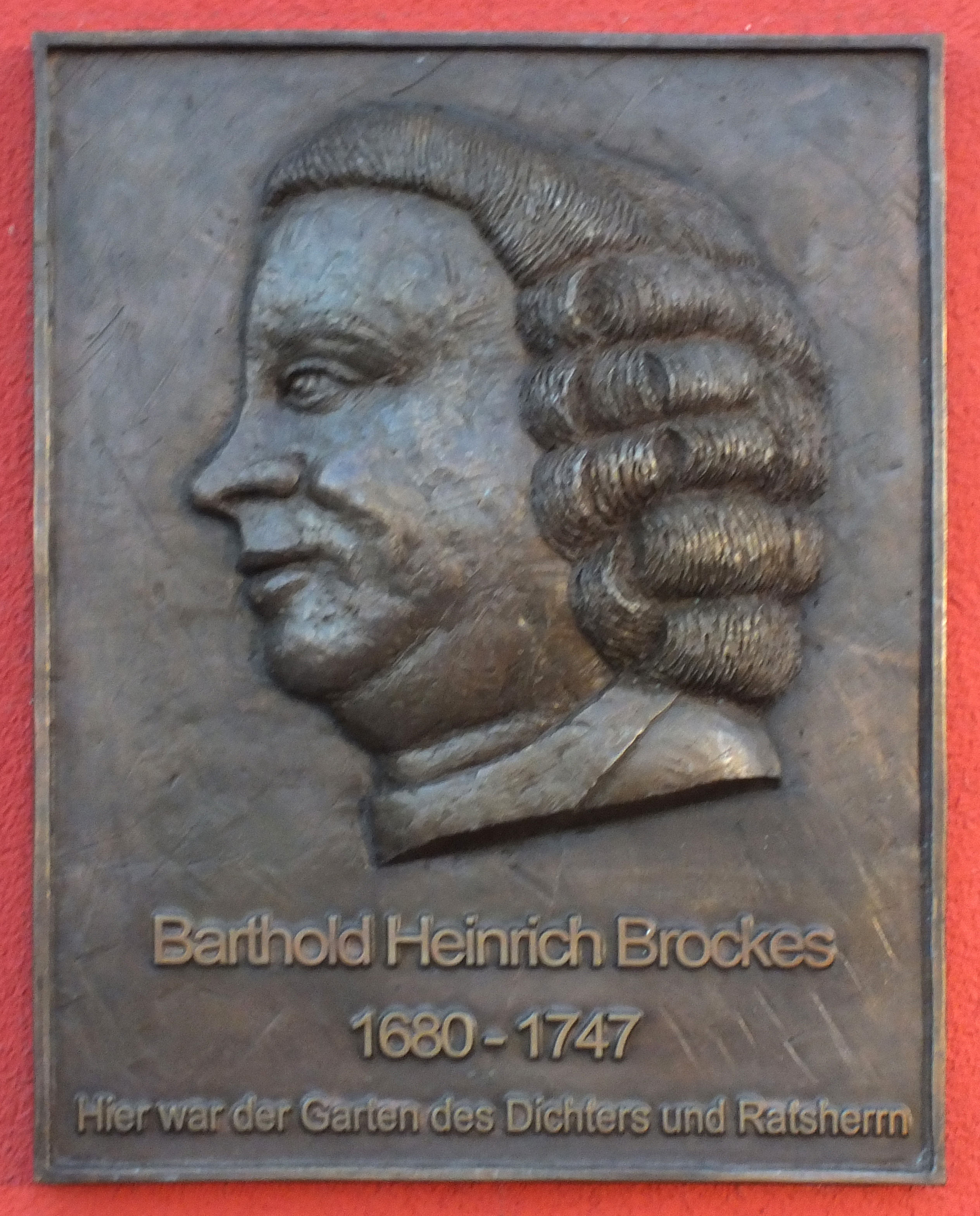
Gedenktafel für Barthold Heinrich Brockes
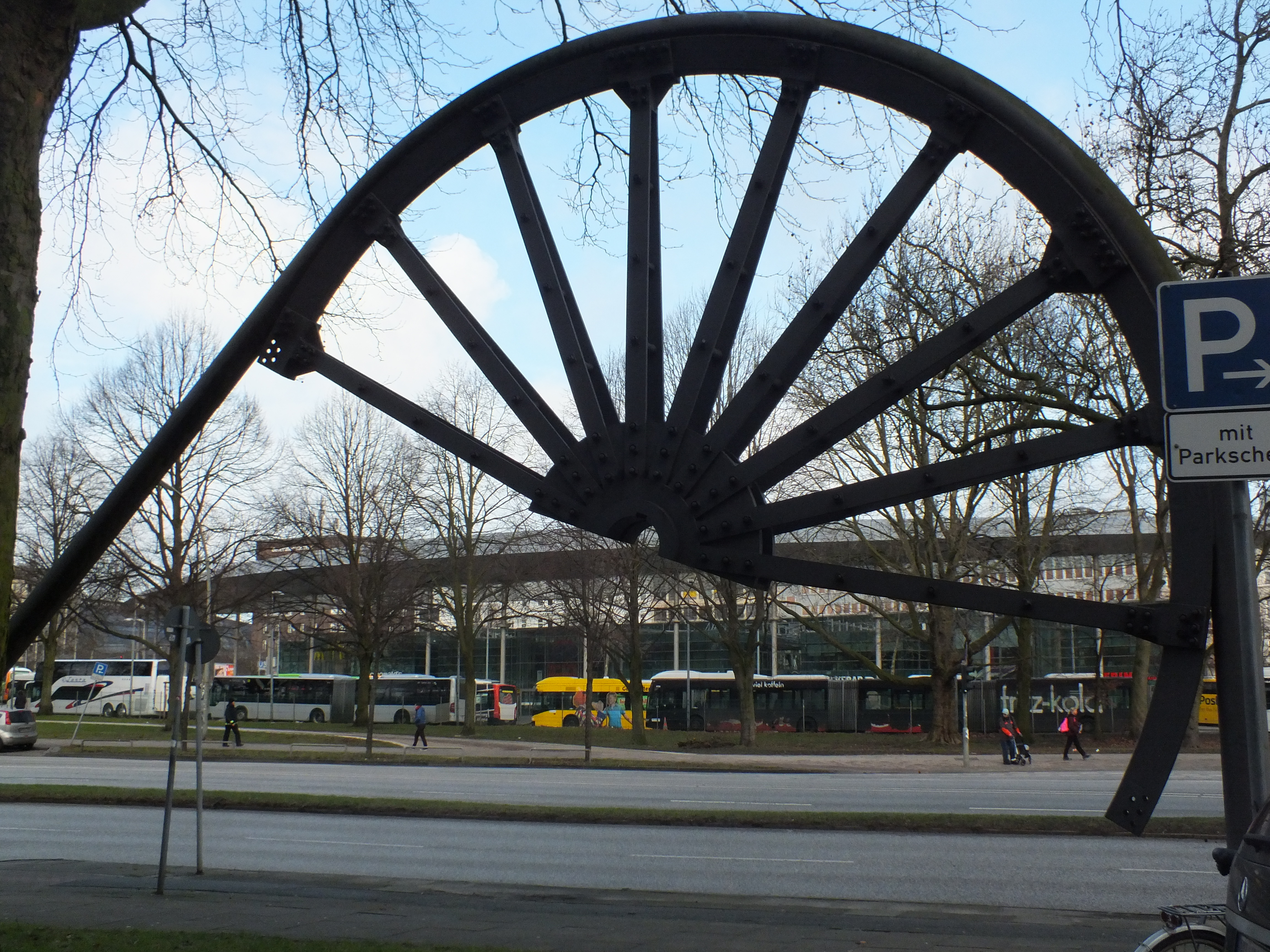
Seilscheibe vor dem Gewerkschaftshaus Hamburg

## Wandbild
An der Ecke Repsoldstraße/Amsickstraße, direkt hinter dem heutigen Gewerkschaftshaus, befand sich einst eine große Waggonfabrik, die Straßen- und Eisenbahnfahrzeuge herstellte und weit über 1.000 Arbeiter verschiedenster Berufe beschäftigte. Ein Wandbild erinnert an diese Fabrik und den neunwöchigen Streik im Jahre 1869, bei dem ein Arbeiter erschossen wurde. Das im September 2014 fertiggestellte Bild ist von der Repsoldstraße aus zu sehen, an der Wand des westlichen Anbaus des Gewerkschaftshauses. Erstellt wurde es von der Künstlerin Hildegund Schuster, finanziert von der Heinrich-Stegemann-Kunststiftung. Hildegund Schuster ist eine Hamburger Malerin und Mitarbeiterin der Hamburger Kunsthalle. Sie hat mehrere Wandbilder im Stadtgebiet von Hamburg gemalt, unter anderem 13 Bilder über Frauenarbeit und den Wandel weiblicher Wirtschaftskraft im Hamburger Hafen.

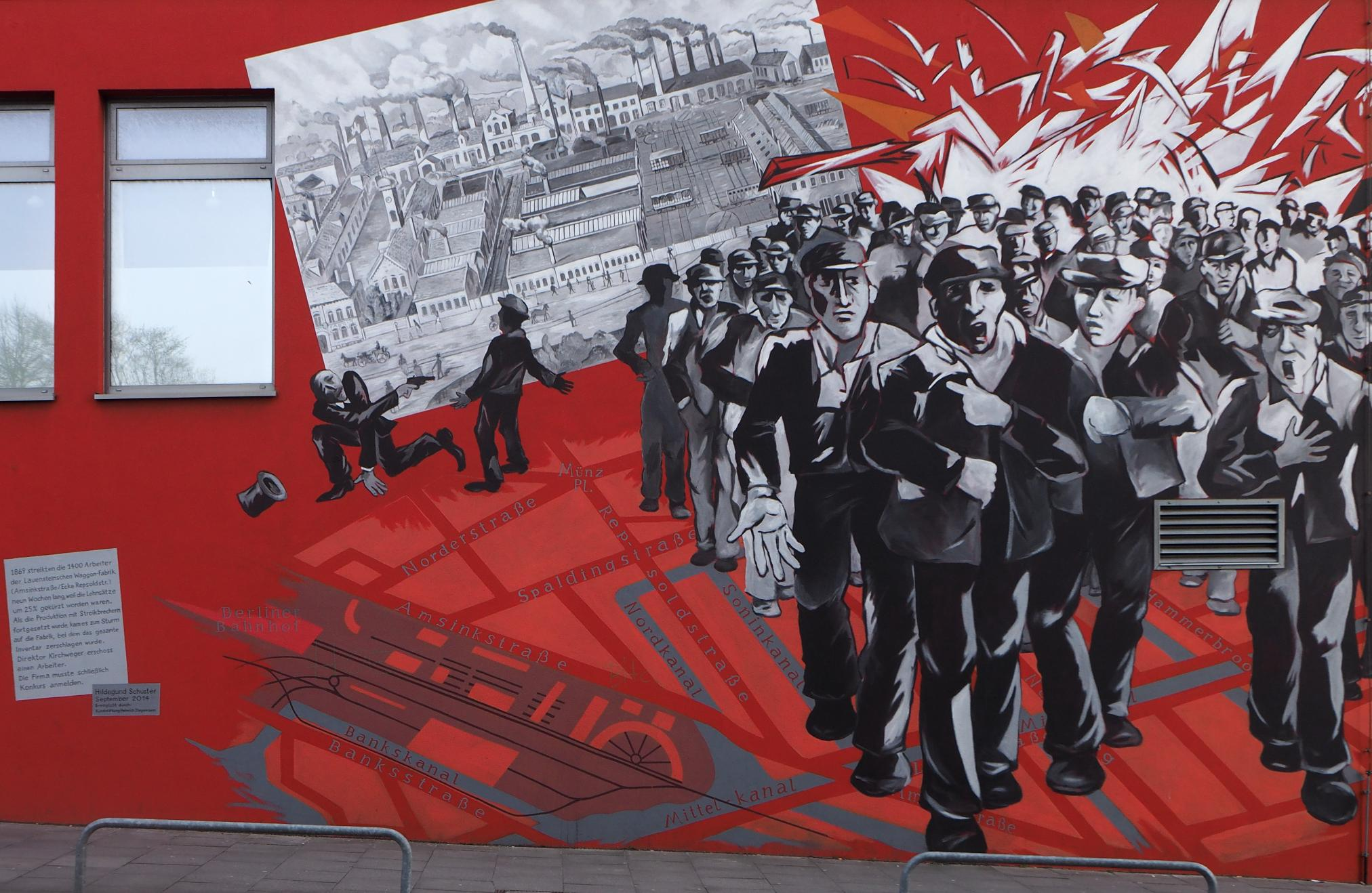
Wandbild von Hildgund Schuster zum Streik von 1869
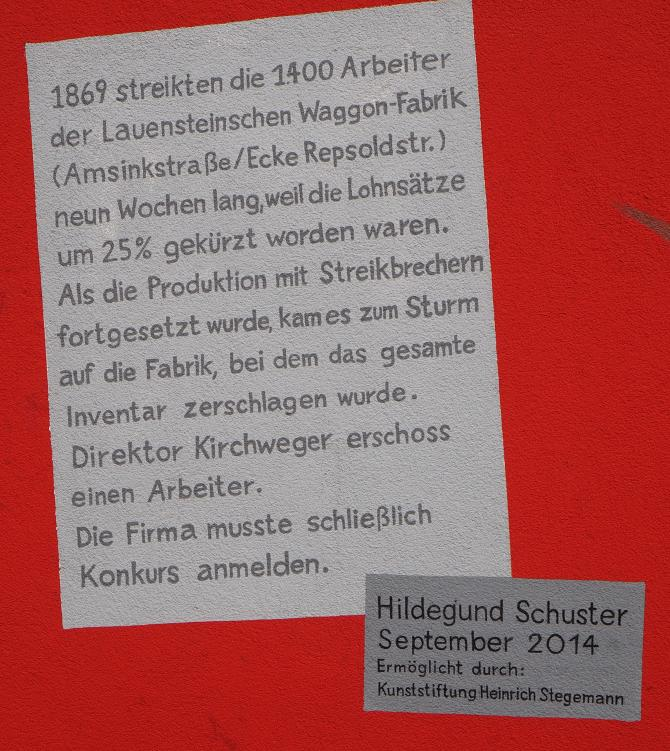
Informationstext zum damaligen Geschehen

## Stolperstein
Am 5. November 2021 wurde vor dem Gewerkschaftshaus ein Stolperstein für August Ellinger (1880–1933) verlegt. Der gelernte Maurer war von 1922 bis 1933 Geschäftsführer des Verbandes sozialer Baubetriebe und Mitbegründer der DEWOG-Bewegung (Bauhütte). Einer vermutlich bevorstehenden Verhaftung durch die Nationalsozialisten entzog er sich am 18. Juni 1933 durch Suizid.